# Jan Bartošík
Jan Bartošík (* 27. ledna 1965) byl český a československý politik, po sametové revoluci poslanec Sněmovny lidu Federálního shromáždění za Občanskou demokratickou stranu, pak místní politik ODS v Novém Jičíně.

## Biografie
Ve volbách roku 1992 byl za ODS, respektive za koalici ODS-KDS, zvolen do Sněmovny lidu. Ve Federálním shromáždění setrval do zániku Československa v prosinci 1992.
Pak působil v komunální politice. V komunálních volbách roku 1994 byl zvolen do zastupitelstva města Nový Jičín a stal se za ODS členem městské rady. Do zastupitelstva kandidoval za ODS i v následných volbách roku 1998, volbách roku 2002 a volbách roku 2006, ale nebyl zvolen. Profesně je uváděn jako podnikatel a manažer.